# Красний (Челябінська область)
Красний (рос. Красный) — селище, підпорядковане місту Міас Челябінської області Російської Федерації.
Населення становить 6 осіб (2010).

## Історія
Згідно із законом від 26 серпня 2004 року органом місцевого самоврядування є Міаський міський округ.

## Населення
| 2002 | 2010 |
| ---- | ---- |
| 11   | ↘6   |